# Radułyn
Radułyn (ukr. Радулин) – wieś na Ukrainie, w obwodzie żytomierskim, w rejonie zwiahelskim, w hromadzie Dubriwka. W 2001 liczyła 479 mieszkańców, spośród których 478 wskazało jako ojczysty język ukraiński, a 1 rosyjski.
W pobliżu znajduje się przystanek kolejowy Myrosławl, położony na linii Zwiahel – Szepetówka.